# Pipino de Vermandois
Pipino de Vermandois (c. 815/850), era hijo de Bernardo de Italia , rey de Italia y de una Cunegunda, que podría ser Guillerides.

## Biografía
Se le cita como conde de Vermandois al norte del Sena desde 834 hasta 840. Apoyó a Lotario I en su revuelta contra su padre Luis el Piadoso en 840. Se desconoce su esposa, pero el historiador Karl Ferdinand Werner, observando que su hijo Heriberto sucedió a varios Nibelúnguidas, planteó la hipótesis de que la esposa de Pipino era miembro de esta familia, y más particularmente hija de Teodorico Nibelungo, citado como Conde de Vermandois en 876.
En cualquier caso, Pipino tuvo de hijos: 
1. Bernardo, Condado de Laon hacia 877
2. Heriberto (c. 848/850), conde de Vermandois